# دانشگاه کرنل
دانشگاه کرنل (به انگلیسی: Cornell University) یک دانشگاه تحقیقاتی خصوصی در ایتاکا واقع در ایالت نیویورک آمریکا است که از اعضای آیوی لیگ می‌باشد و طبق سیاست‌های اعطای زمین برای راه‌اندازی مراکز پژوهشی توسط دولت فدرال ایالات متحده آمریکا در سال ۱۸۶۵ میلادی توسط عزرا کرنل و اندرو دیکسون وایت و با هدف آموزش و فراهم‌کردن امکان مشارکت در تمامی زمینه‌های علمی (از شاخه‌های نظری و کلاسیک دانش گرفته تا علوم کاربردی) بنیان‌نهاده شد.
ایده تأسیس مرکزی آموزشی با چنین اهدافی در آن زمان امری دور از ذهن و غیرمعمول بود و کرنل و دیکسون که مصر بر عملی کردن ایده‌ها و تفکرات خود بودند، درنهایت با اعلام شعار دانشگاه به ایده‌های خود جامه عمل پوشاندند. در سال ۱۸۶۵، عزرا کرنل چنین سخنی را ایراد کرد: «من برآنم تا مؤسسه‌ای بنا بگذارم که در آن هر فرد قادر به یافتن آموزش‌های مدنظر خود در هر زمینه‌ای باشد.»
اکنون دانشگاه کرنل دارای هفت دانشکده در سطح کارشناسی و هفت دانشکده در سطح تحصیلات تکمیلی در پردیس اصلی ایتاکا است و هر دانشکده و هر گروه آموزشی به‌طور مستقل استانداردهای خاص پذیرش دانشجو و برنامه‌های آموزشی خاص را دارد. همچنین دانشگاه مدیریت دو پردیس اقماری در زمینه پزشکی را در شهر نیویورک و در شهر آموزشی در دوحه قطر بر عهده دارد. کرنل یکی از سه دانشگاه خصوصی آمریکا است که تحت سیاست‌های اعطای زمین برای دانشگاه‌ها دایر شده‌است و از این منظر تنها دانشگاه ایالت نیویورک به‌شمار می‌رود. البته لازم است ذکر شود که سه دانشکده از میان هفت دانشکده کرنل در سطح کارشناسی تحت نظام دانشگاه‌های ایالتی نیویورک معروف به SUNY اداره می‌شوند؛ از جمله دانشکده کشاورزی و دانشکده دامپزشکی. به عنوان یک دانشگاه بنا نهاده شده بر اساس سیاست‌های اعطای زمین، هر ساله کمک هزینه‌ای از سوی ایالت نیویورک برای مأموریت‌های خاص آموزشی به دانشگاه کرنل اهدا می‌شود و دانشگاه نیز از جمله مجریان برنامه‌های گسترش همکاری‌های بین دانشگاهی در سطح ملی به‌شمار می‌رود. پردیس ایتاکای دانشگاه کرنل مساحتی در حدود ۳٬۰۱۵٬۰۰۰ متر مربع دارد و در صورتی که سایر املاک مجاور دانشگاه را که به پژوهش‌های مربوط به گیاه‌شناسی اختصاص داده شده‌است، به حساب آوریم، به مساحتی بیش از ۱۷/۵ کیلومتر مربع خواهد رسید که با این حساب دانشگاه کرنل وسیع‌ترین دانشگاه ایالت نیویورک خواهد بود.
از زمان تأسیس دانشگاه کرنل، همواره سیستم آموزشی به صورت مختلط و به دور از هرگونه تبعیض نژادی و مذهبی اقدام به پذیرش دانشجو می‌کرده‌است و هیچ گونه محدودیتی چه از نظر نژاد و چه از نظر مذهب در هیچ قسمتی از آن برقرار نبوده‌است. اکنون کرنل دارای بیش از ۲۴۵٬۰۰۰ فارغ‌التحصیل زنده است و در میان اعضای هیئت علمی پیشین و کنونی خود، بسیاری از مشاهیر علمی و فرهنگی به چشم می‌آیند؛ از جمله: ۳۴ پژوهشگر بورسیه طرح مارشال، ۲۹ پژوهشگر بورسیه سسیل رودس، ۷ پژوهشگر بورسیه گیتس و ۴۴ پژوهشگر کسب‌کننده جایزه نوبل. بدنه دانشجویی دانشگاه کرنل اکنون مشتمل بر ۱۴٬۰۰۰ دانشجوی کارشناسی و ۷٬۰۰۰ دانشجوی تحصیلات تکمیلی از بیش از ۱۲۰ کشور و ۵۰ ایالت آمریکا است.

## تاریخچه
دانشگاه کرنل در ۲۷ آوریل سال ۱۸۶۵ تأسیس شد. مجلس سنای ایالت نیویورک تأسیس دانشگاه کرنل را به عنوان مؤسسه‌ای ایالتی تحت قوانین اعطای زمین تصویب کرد. سناتور عزرا کرنل مزرعه خود در ایتاکای نیویورک را به عنوان محل اصلی استقرار دانشگاه پیشنهاد کرد و به عنوان کمک هزینه اولیه، ۵۰۰٬۰۰۰ دلار از سرمایه خود را به دانشگاه اختصاص داد. سناتور اندرو دیکسون وایت که دارای تجارب آموزشی و تحصیلی نیز بود پذیرفت تا ریاست دانشگاه را بر عهده بگیرد. در طی سه سال اول تأسیس دانشگاه، آقای وایت به دقت کار ساخت و ساز دو ساختمان اصلی دانشگاه تحت نظر قرار داد و سفرهای زیادی برای جذب اعضای هیئت علمی و دانشجو انجام داد. در هفتم اکتبر ۱۸۶۸ دانشگاه به‌طور رسمی آغاز به کار کرد و ۴۱۲ نفر در روز پس از افتتاح دانشگاه، در دانشگاه ثبت نام کردند.
به مرور زمان دانشگاه کرنل بدل به یکی از مؤسسه‌های پیشرو در زمینه فناوری شد و پژوهش‌ها و تحقیقات خود را در راستای اعتلای تنها پردیس دانشگاهی آن زمان خود به کار گرفت. برای مثال در سال ۱۸۸۳، دانشگاه کرنل جزء معدود دانشگاه‌های ایالات متحده بود که با استفاده از برق حاصل از دینام‌های برق-آبی قادر بود تا در شب محوطه پردیس دانشگاه را روشن نگه دارد. از سال ۱۸۹۴ تاکنون دانشگاه کرنل دارای دانشکده‌هایی است که تحت حمایت کمک‌های مالی ایالتی است و به‌طور کامل تحت قوانین مدون آموزش ایالتی اداره می‌شوند. همچنین بسیاری از پژوهش‌ها و برنامه‌های آموزشی در این دانشگاه به‌طور مشترک تحت حمایت‌های مالی ایالتی و فدرال است.
دانشجویان دانشگاه کرنل از نخستین روزهای برقراری کلاس‌های درس، از جمله فعال‌ترین افراد جامعه به‌شمار می‌رفته‌اند. از جمله اقداماتی که مبین این ادعاست، برگزاری انتخابات دانشجو محور برای انتخاب اعضای هیئت امنای دانشگاه است؛ در واقع دانشگاه کرنل از اولین دانشگاه‌هایی است که چنین انتخابات دانشجو محوری را برگزار کرده‌است.
گسترش کرنل با آهنگ خوبی در طی تاریخ تأسیس این دانشگاه ادامه داشته‌است. اوج دوران شکوفایی کرنل به زمان جنگ جهانی دوم برمی‌گردد؛ هنگامی که تعداد زیادی از دانشجویان تحت حمایت کمک هزینه تحصیلی GI Bill قرار گرفتند. رشد جمعیت دانشجویی در ایتاکا در قرن بیست و یکم از مرز ۲۰٬۰۰۰ نفر نیز گذشت. همچنین رشد اعضای هیئت علمی دانشگاه نیز هم‌زمان با رشد دانشگاه ادامه داشته‌است و در سال ۱۹۹۹ دانشگاه دارای بیش از ۳٬۰۰۰ عضو هیئت علمی بوده‌است.
از سال ۲۰۰۰ به بعد دانشگاه کرنل اهداف گسترش جهانی خود را پیش گرفت. در سال ۲۰۰۴ پردیسی پزشکی با نام دانشکده پزشکی ویل دانشگاه کرنل در قطر افتتاح شد. همچنین در سایر نقاط دنیا نظیر هند، سنگاپور و چین دانشگاه کرنل اقدام به برگزاری دوره‌های مشترک کرده‌است. رئیس پیشین دانشگاه کرنل، جفری اس. لمان، در تعریف دانشگاه کرنل و سود بالای حاصل از طرح‌های جهانی آن برای دانشگاه کرنل چنین توصیفی بیان کرده‌است: «دانشگاهی فراملی». در نهم مارس ۲۰۰۴ دانشگاه کرنل و دانشگاه استنفورد برای از بین بردن کدورت‌های میان اسرائیل و اردن سنگ‌بنایی را در مرز میان دو سرزمین قرار دادند.

### برانگیختن حس آمریکایی-آفریقایی در دهه ۱۹۶۰
کرنل از جمله اعضای آیوی به‌شمار می‌رود که در آن احساسات دانشجویان در دهه ۱۹۶۰ در اعتراض به معضلات فرهنگی، احقاق حقوق شهروندی و مخالفت با جنگ ویتنام برانگیخته شد. در اواخر این دهه بارها تیم مدیریتی دانشگاه به دلیل خودداری از راه‌اندازی برنامه‌های آموزشی مربوط به مباحث آمریکایی-آفریقایی و تعداد کم دانشجویان و اعضای هیئت علمی آمریکایی-آفریقایی مورد انتقاد قرار گرفت. در نهایت این اعتراضات شکل گردهم‌آیی و تظاهرات به خود گرفت و در آوریل سال ۱۹۶۹ خیل عظیمی از دانشجویان آمریکایی-آفریقایی در تالار ویلارد استرایت دانشگاه جمع شدند و خواهان برکناری ریاست وقت دانشگاه شدند. سرانجام اعتراضات نتیجه داد و جیمز آلفرد پرکینز، رئیس وقت دانشگاه کرنل، پس از شش سال ریاست، از سمت خود استعفا داد و پس از آن قوانین دانشگاه مورد بازنویسی قرار گرفت.

## پردیس‌ها

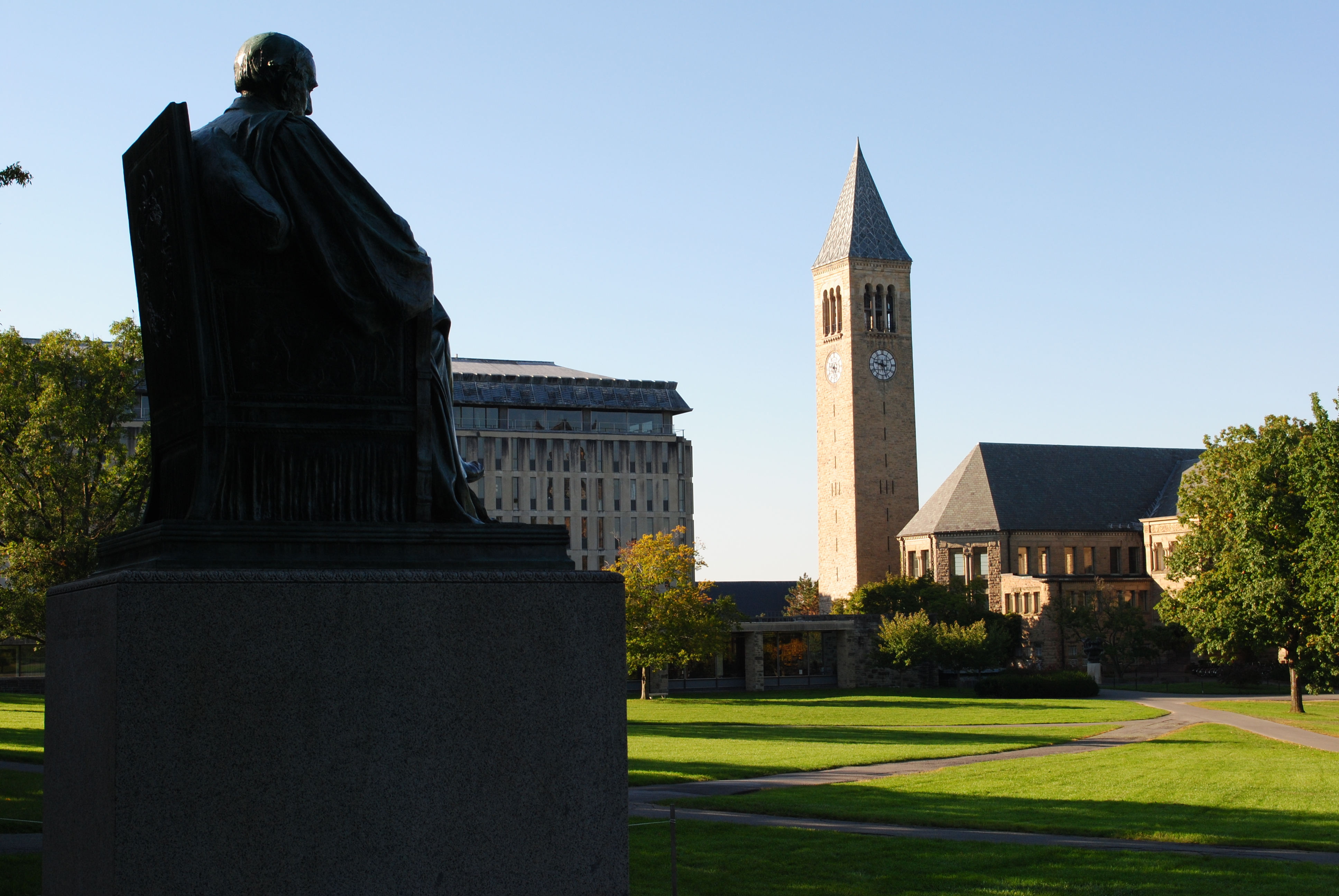
طراحی به سبک کوادرانگل در پردیس اصلی دانشگاه کرنل که در پس‌زمینه تصویر، برج مک‌گرو مشخص است.

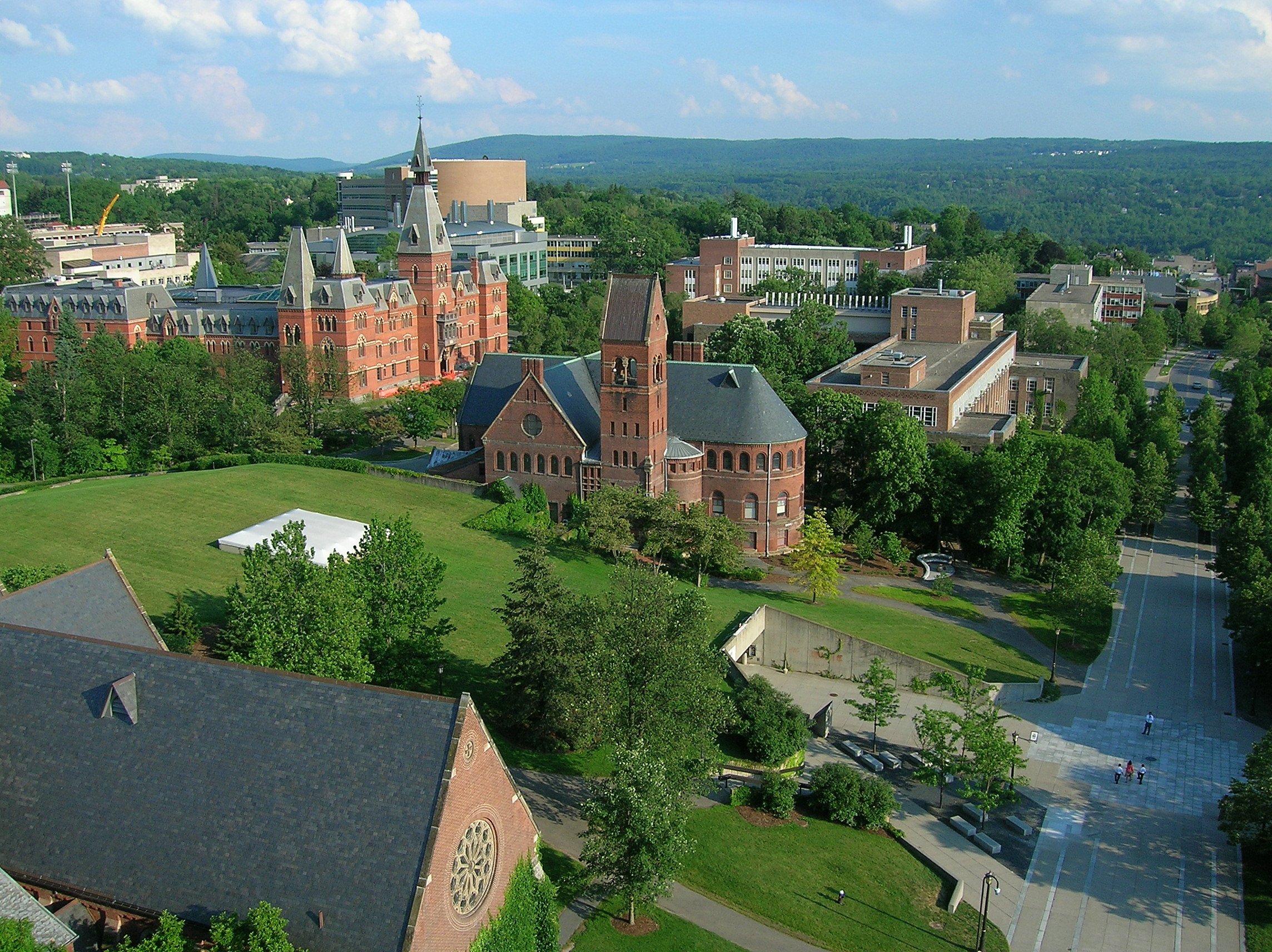
همجواری هو پلازا از سمت شمال برج مک‌گرو با تالار سیج و تالار بارنز

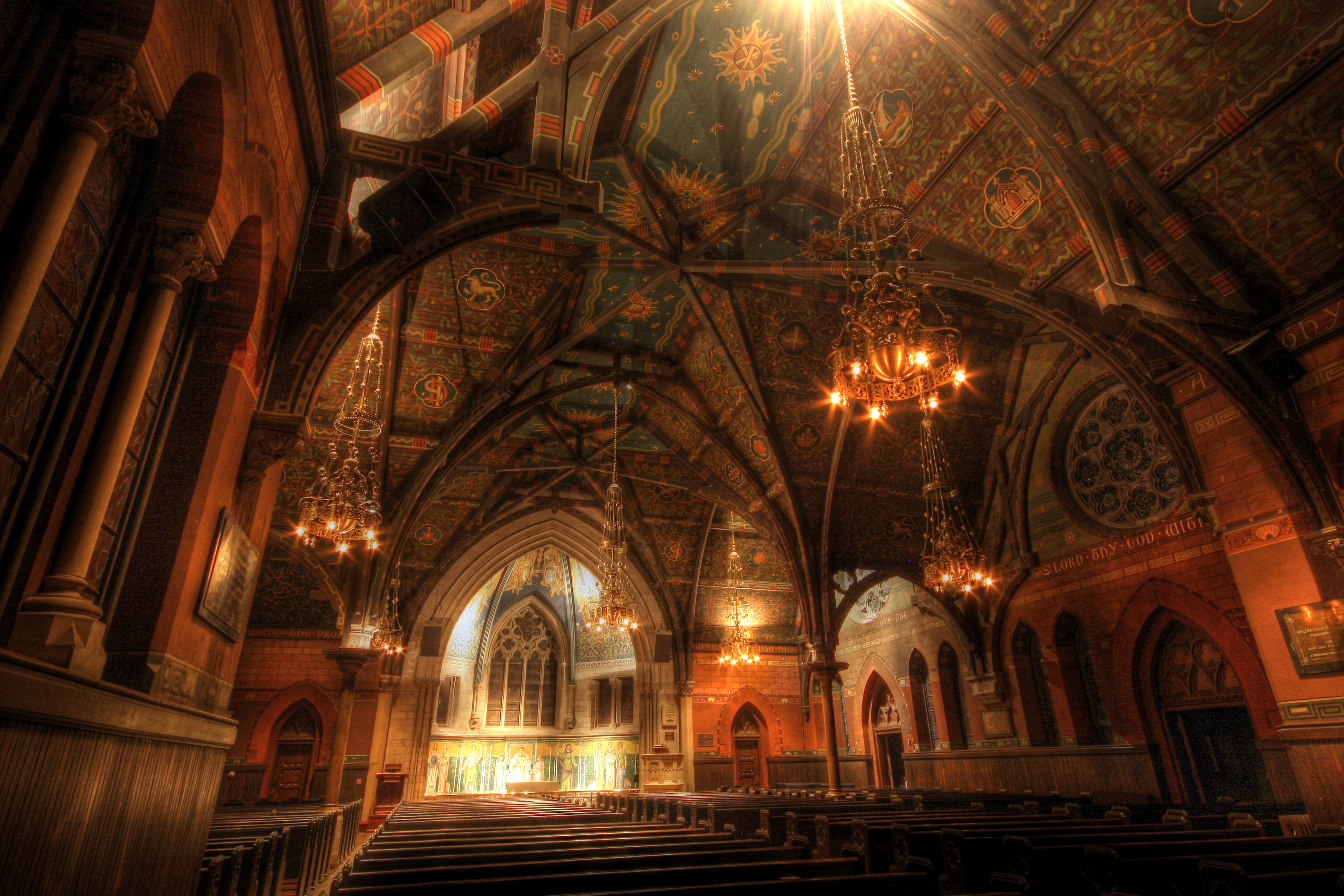
تالار سیج چاپل میزبان مراسم مذهبی و اجرای گروه موسیقی. این تالار آخرین مکانی بود که مؤسسان اصلی دانشگاه در آن اقامت کردند.

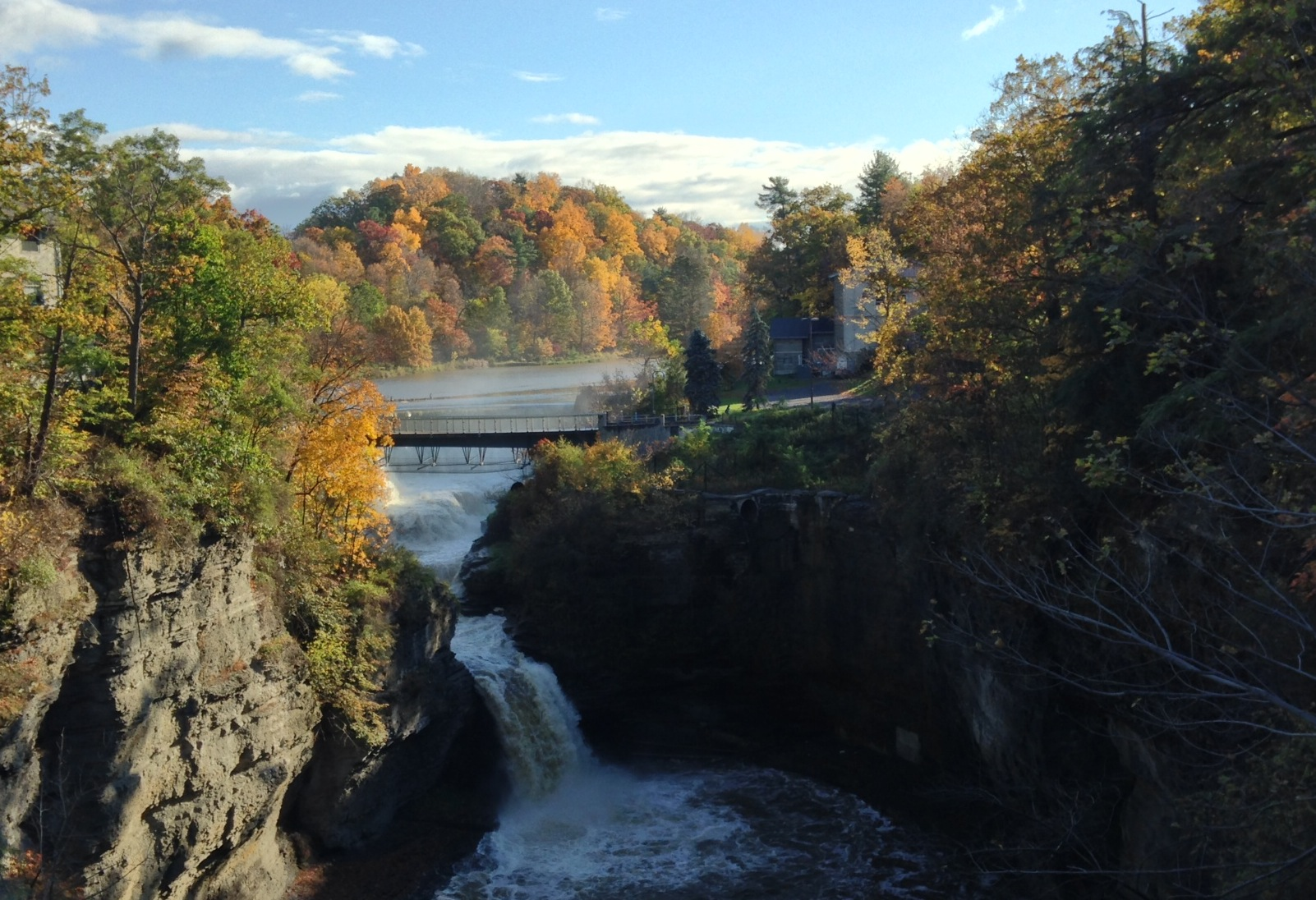
تشکیل آبشار دریاچه بیب در کنار پل تورستون

### پردیس ایتاکا
پردیس اصلی دانشگاه کرنل در بخش «ایست هیل» شهرستان ایتاکا در ایالت نیویورک و در کنار دریاچه کایوگا قرار دارد. پردیس مرکزی دانشگاه شامل مجموعه کتابخانه‌ها، ساختمان‌های مرکزی مدیریت، اماکن ورزشی، تالارها و سالن‌ها، موزه‌ها و تعداد زیادی از ساختمان‌های آموزشی و اداری دانشکده‌های اصلی دانشگاه کرنل می‌شود. همچنین یک مرکز خوابگاه دانشجویی و یک مرکز هنرهای نمایشی با نام شوارتز در وسط پردیس ایتاکای دانشگاه کرنل جای گرفته‌است.
از جمله نکات قابل توجه پردیس ایتاکا، معماری نامتعارف و گلچین شده‌ای بر اساس سبک‌های مختلفی همچون معماری گوتیک دانشگاهی، معماری ویکتورین، معماری نوکلاسیسیسم و تا حد زیادی معماری مدرن و سبک بین‌المللی است و در اکثر موارد مزین‌ترین و متمول‌ترین نوع هر کدام از سبک‌ها برای ساخت ساختمان‌ها به کار گرفته شده‌است. اکثر این ساختمان‌های مزین و خاص قبل از جنگ جهانی دوم ساخته شده‌اند. در فاصله بین سال‌های ۱۹۵۰ تا ۱۹۷۰، جمعیت دانشجویی پردیس ایتاکا با رشدی ۱۰۰ درصدی مواجه شد و تعداد دانشجویان آن به ۱۵٬۰۰۰ نفر رسید؛ زمانی که سبک معماری مدرن محبوب‌ترین و جذاب‌ترین سبک‌ها به‌شمار می‌رفت. در حالی که تعداد کمی ساختمان‌های پردیس ایتاکا به صورت کوادرانگل (ساختمان‌هایی چهارگوشه با حیاطی بزرگ در وسط‌شان) طراحی شده‌اند، اکثر ساختمان‌های این پردیس به صورت به هم چسبیده و بدون نظم و ترتیب خاصی ساخته شده‌اند. در واقع، نامنظم بودن ساختمان‌ها و عدم تقارن آن‌ها ناشی از برنامه‌های متعدد و در مواردی متغیر دانشگاه در واگذاری طرح‌های توسعه ساخت وسازی بوده‌است. برای مثال، در یکی از اولین واگذاری‌ها که طراحی به فردریک لا اولمستد، مهندس معمار فضای سبز مشهور آمریکایی و طراح پارک مرکزی نیویورک، واگذار شد، وی پیشنهاد کرد که حیاط اصلی دانشگاه مشرف به دریاچه کایوگا باشد.
تا کنون بسیاری از ساختمان‌های دانشگاه از جمله کاخ سفید اندرو دیکسون، تالار بیلی، تالار کالدول، تالار کومستوک، تالار موریل و تالار دیک در زمره اماکن عمومی تاریخی قلمداد شده‌اند و نام آن‌ها در اداره ملی ثبت اماکن تاریخی ثبت شده‌است. همچنین چند ساختمان دیگر پردیس ایتاکا از جمله تالار اصلی رابرتس، تالار شرقی رابرت و تالار استون مدنظر اداره ملی ثبت اماکن تاریخی هستند. در سپتامبر ۲۰۱۱، مجله «سفر+فراغت» پردیس ایتاکای دانشگاه کرنل را به عنوان یکی از زیباترین پردیس‌های دانشگاه‌های آمریکا معرفی کرد.
قرارگیری پردیس ایتاکا در میان دره‌های فراخ پیرامون دریاچه فینگر و امتداد آن به میزان ۶۱/۴ کیلومتر در مجاورت دریاچه کایوگا، منظره‌ای دل‌انگیز و چشم‌نواز به دانشگاه بخشیده‌است. همچنین دو ژرف‌دره با نام‌های فال کریک جورج و کاسکادیلا جورج پردیس ایتاکا را از دو سوی محصور کرده‌اند و در ماه‌های گرم سال مردم به شنا در آن‌ها روی می‌آورند (اگرچه که دانشگاه و شهر تمایل چندانی به چنین استفاده‌ای از این اماکن ندارند). در مجاورت پردیس ایتاکا، دانشگاه کرنل صاحب ۷/۱۱ کیلومتر مربع زمین‌هایی زراعی است که بیش‌تر به باغ گیاه‌شناسی شهرت دارند و دارای انواع گل‌ها، درختان و برکه‌هایی هستند که به زیباتر شدن و آراستگی هرچه بیش‌تر این پردیس کمک شایانی کرده‌است.
از سال ۲۰۰۹ به بعد دانشگاه به‌طور جدی پیگیر راه‌کارهایی برای رسیدن به توسعه سبز است. در این سال طرح تعویض نیروگاه قدیمی زغال سنگی با نیروگاه سیکل ترکیبی مبتنی بر سوخت گاز اجرا شد و در نتیجه آن میزان کربن متصاعد شده در محیط به مقدار ۷ درصد نسبت به سال ۱۹۹۰ کمتر شد و تولید کربن دی‌اکسید به میزان ۷۵٬۰۰۰ تن در سال رسید. این نیروگاه تازه تأسیس حدود ۱۵٪ از برق مورد نیاز پردیس ایتاکا را تأمین می‌کند. همچنین یک نیروگاه برق‌آبی دانش‌بنیان درون پردیس ایتاکا و در نزدیکی دره فال کریک جورج وجود دارد که ۲٪ برق پردیس را تأمین می‌کند. از جمله دیگر پروژه‌های دانش‌بنیان پردیس ایتاکا جهت تأمین نیازهای خود پردیس، پروژه استفاده از سرمایش دریاچه‌ای برای تهویه مطبوع ساختمان‌های پردیس است. در این پروژه با استفاده از ظرفیت گرمایی دریاچه کایوگا، در حدود ۸۰٪ در مصرف انرژی صرفه‌جویی می‌شود. در راستای سیاست‌های صرفه‌جویی در مصرف انرژی و توسعه چنین طرح‌هایی، در سال ۲۰۰۷، دانشگاه کرنل یک مرکز برای آینده پایدار تأسیس کرد. طبق آمار منتشر شده از سوی کالج توسعه پایدار آمریکا در سال ۲۰۱۱، دانشگاه کرنل حائز رتبه A در اجرای سیاست‌های حفاظت از محیط زیست و توسعه پایدار شد.

### پردیس‌های واقع در شهر نیویورک

#### پردیس وایل

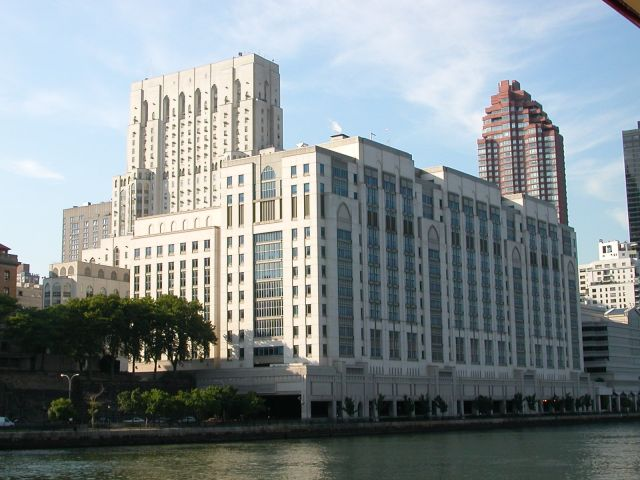
کالج پزشکی ویل کرنل در مجاورت رودخانه شرقی شهر نیویورک

پردیس دانشکده علوم پزشکی دانشگاه کرنل در شهر نیویورک که با نام وایل کرنل نیز از آن یاد می‌شود، در محله آپر ایست ساید منهتن قرار گرفته‌است. در این پردیس آموزش‌های مربوط به پزشکی در دو سطح ارائه می‌شود؛ یکی در سطح عمومی که در چارچوب دانشکده علوم پزشکی ویل کرنل پذیرای دانشجویان کارشناسی و پزشکی عمومی است و دیگری دانشکده تحصیلات تکمیلی علوم پزشکی که از سال ۱۹۲۷ به عنوان بخش آموزشی با بیمارستان پرتستان نیویورک همکاری‌های نزدیکی داشته‌است. هرچند که اعضای هیئت علمی و بخش‌های آکادمیک این دو بخش پردیس ویل کرنل از هم مستقل و جدا هستند، ولی بسیاری از بخش‌های مدیریتی و آکادمیک آن به ویژه در بخش ارتباط با بیمارستان‌ها دارای تعاملات بسیاری با مرکز علوم پزشکی دانشگاه کلمبیا است. از جمله مراکز دیگر آموزشی دانشکده علوم پزشکی می‌توان به کلینیک پین ویتنی در منهتن و شعبه دیگر آن در محله وسچستر و در شهر وایت پلاینز اشاره کرد. از دیگر همکاری‌های پردیس علوم پزشکی ویل کرنل می‌توان به مرکز سرطان مموریال اسلون–کترینگ، دانشگاه راکفلر و بیمارستان جراحی‌های خاص نیویورک (Hospital for Special Surgery) اشاره کرد. بسیاری از اعضای هیئت علمی دارای مطب در این مراکز هستند. همچنین مراکز نامبرده شده دوره‌های آموزشی مشترکی نیز ارائه می‌دهند و هدف از آن انتخاب افراد برتر برای حضور در میان دانشجویان پزشکی دانشگاه کرنل در مقاطع بالاتر است. از سال ۱۹۴۲ تا ۱۹۷۹ پردیس علوم پزشکی وایل کرنل پذیرای دانشجویان دانشکده پرستاری دانشگاه کرنل نیز بود.

#### کرنل تک
در ۱۹ دسامبر سال ۲۰۱۱ دانشگاه کرنل و دانشگاه تخنیون برنده مناقصه زمین‌هایی خالی در نیویورک شدند و مبلغ یکصد میلیون دلار برای ساخت پردیس دانشکده مهندسی در شهر نیویورک ارائه دادند. این مناقصه توسط شهردار وقت نیویورک، مایکل بلومبرگ در راستای افزایش کارآفرینی و اشتغال‌زایی در بخشی از شهر که پیش‌زمینه‌های فناوری در آن وجود داشت، برگزار شد. زمین مذکور دارای مساحتی در حدود ۰/۲ کیلومتر مربع و در بخش جزیره روزولت منهتن واقع است. کارهای ساخت و ساز از پاییز سال ۲۰۱۲ شروع شد. کار طراحی این پردیس به تام مین معمار برجسته آمریکایی و شرکت مورفسیس واگذار شد. پیش‌بینی می‌شود که پردیس برای ترم پاییز سال ۲۰۱۷ آماده بهره‌برداری باشد.

## رتبه بندی
در رتبه‌بندی مؤسسه QS در سال ۲۰۲۰ دانشگاه کرنل در رتبه ۱۴دانشگاه‌های جهان و هفتم آمریکا قرار دارد. بر اساس رتبه‌بندی مؤسسه تایمز این دانشگاه در رتبه ۱۹دنیا در سال ۲۰۲۰ قرار گرفته‌است.

## تشکیلات اداری و مدیریتی
دانشگاه کرنل نهادی غیرانتفاعی است که توسط هیئت مدیرهای با ۶۴ عضو مدیریت می‌شود. این اعضا منتخبی از افراد مجامع خصوصی و عمومی ایالت هستند. سه نفر از این اعضا توسط فرماندار ایالت نیویورک مشخص می‌شوند. یکی از کرسی‌ها به پیش‌کسوتترین فرد میان نوادگان عزرا کرنل داده می‌شود. دو نفر نیز به ترتیب از میان متخصصان کشاورزی و تجارت که در ایالت نیویورک فعالیت دارند، برگزیده می‌شود. هشت نفر نیز با برگزاری انتخابات میان فارغ‌التحصیلان دانشگاه انتخاب می‌شوند. دو عضو دیگر با نظر اعضای هیئت علمی پردیس‌های ایتاکا و ژنوا و با برگزاری انتخابات تعیین می‌شوند. دو نفر نیز با برگزاری انتخابات درون دانشگاهی میان دانشجویان کارشناسی و تحصیلات تکمیلی پردیس ایتاکا تعیین می‌شوند. یکی دیگر از اعضای دیگر نیز توسط کارکنان دانشگاه در پردیس‌های ایتاکا و ژنوا انتخاب می‌شود. ۳۷ نفر باقی‌مانده که اکثریت هیئت مدیره را تشکیل می‌دهند با همفکری میان فرماندار، سناتورها، رئیس مجلس ایالتی نیویورک و رئیس دانشگاه انتخاب می‌شوند.

## زندگی دانشجویی

### فعالیت‌ها

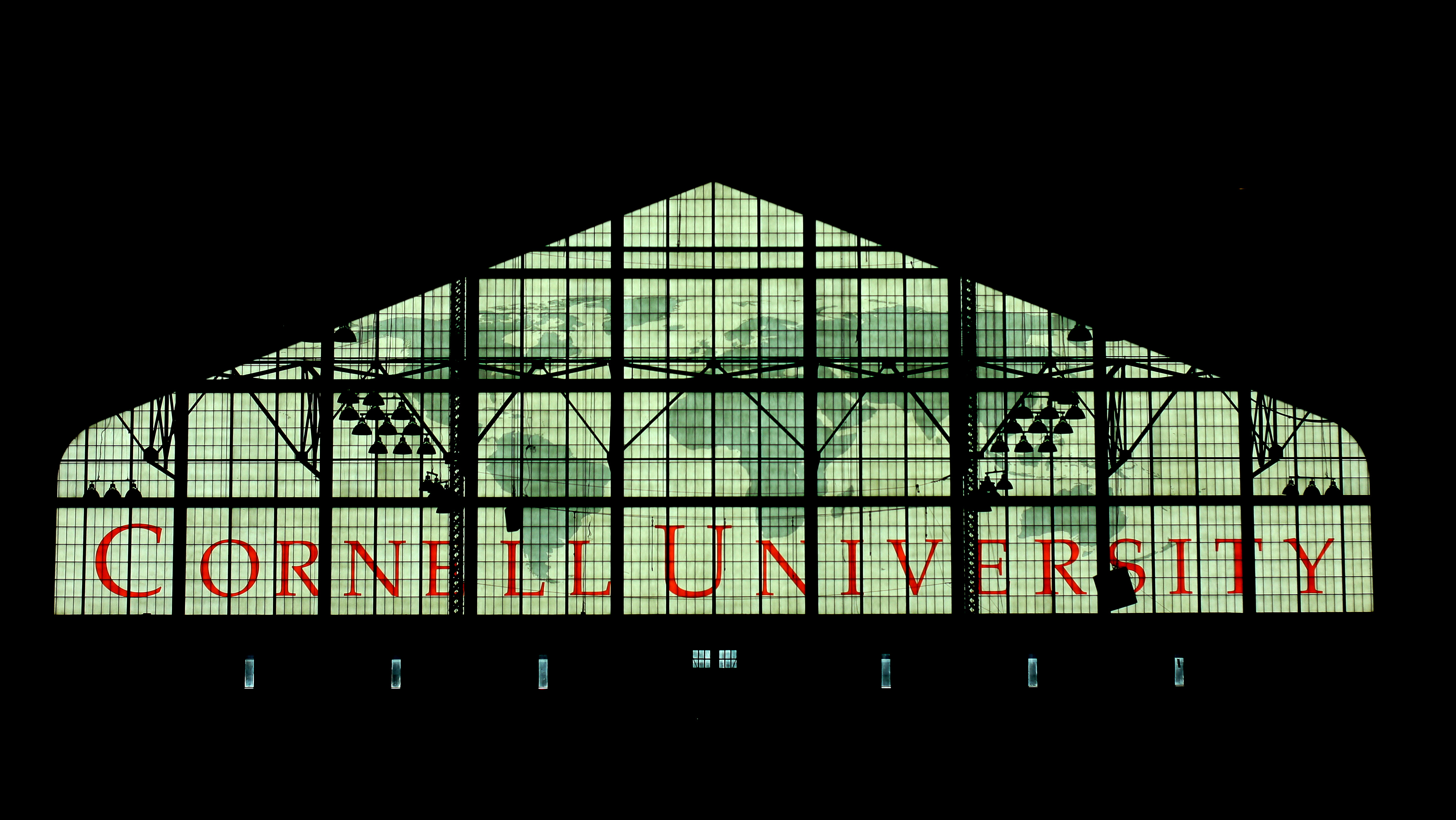
پنجره تالار بارتون که دارای منظره به فضای بیرون پردیس ایتاکا است.

در سال تحصیلی ۰۷–۲۰۰۶ دانشگاه کرنل دارای ۹۰۱ دانشجوی ساکن خوابگاه بود. خوابگاه‌های دانشجویی دانشگاه دارای مجتمع‌های سرگرمی، ورزشی و فرهنگی متعددی است و بسیاری از ورزش‌ها مانند قایق‌رانی و کایاک و بسیاری از هنرها مانند تئاتر در آن‌ها انجام می‌شود. انجمن امور بین‌الملل دانشگاه کرنل هر ساله تعداد ۱۰۰ دانشجو را برای شرکت در کنفرانس سازمان ملل در شکل دانشگاهی آن، به دانشگاه‌های مجری برگذاری این رویداد در آمریکای شمالی می‌فرستد و همچنین همه ساله و در فصل بهار دانشگاه کرنل میزبان کنفرانس سازمان ملل به شیوه کرنل هست و بیش از ۵۰۰ دانش‌آموز از دبیرستان‌های مختلف آمریکا به این دانشگاه می‌آیند. لازم است ذکر شود که تیم دانشجویی سازمان ملل دانشگاه کرنل حائز رتبه ۱۶ در بین دانشگاه‌های آمریکا است. اتحادیه همکاری‌های مذهبی کرنل نامی است که به همکاری‌های میان دانشجویان از ادیان مختلف صورت می‌گیرد و هدف آن کمک به گسترش و پرورش ابعاد روحانی دانشجویان در طول دوران تحصیلشان است. جامعه کاتولیک‌های کرنل بزرگ‌ترین نهاد دانشجویان کاتالیک در پردیس ایتاکا است. از جمله دیگر نهادهای دانشجویی می‌توان به گروه‌های بی‌شمار در ارکستر سمفونی‌ها، گروه‌های کنسرت، گروه‌های رسمی و غیررسمی موسیقی و ترانه اشاره کرد. یکی از گروه‌های معروف موسیقی دانشگاه کرنل، گروه پرآوازه و قدیمی «بیگ‌رد مارچینگ‌بند» است؛ این گروه از جمله گروه‌های قدیمی در بین دانشگاه‌های عضو آیوی لیگ به‌شمار می‌آید و معمولاً پیش از آغاز مسابقات فوتبال تیم کرنل موسیقی مخصوصی برای تماشاگران به نشانه ورود تیم کرنل اجرا می‌کند.

### تشکل‌های دانشجویی
تیم‌های فرهنگی و ورزشی کرنل توسط تشکل دانشجویی دانشگاه کرنل و تشکل دانشجویان تحصیلات تکمیلی و ورزشکاران حرفه‌ای کرنل حمایت مالی می‌شوند. این دو تشکل، تشکل‌های کاملاً دانشجو محور هستند و بودجه سالیانه‌ای نزدیک به ۳ میلیون دلار به آن‌ها اختصاص داده می‌شود. همچنین این تشکل‌ها بسیاری از فعالیت‌های فرهنگی نظیر کنسرت‌ها و تئاترهای دانشگاهی را نیز حمایت می‌کنند.

## مجتمع مسکونی برای دانشگاه کرنل
این گروه از مسکونی‌های دانشجویی در محوطه دانشگاهی کرنل براساس پروژه نساخته و قدیمی تر مرکز آموزش الیوتی کشیده شد. شباهت‌های توپوگرافی سایت با مشابهت‌های فرمی تکمیل شد. باردیگر در اینجا انطباق ساختان با شرایط محیطی را می‌یابیم و موقعیت‌های تمرین شده متنوع قبلی، از رفتار با بازشوها، توجه به استقرار و جهت‌گیری حجم‌های پله پله‌ای، که همه اینها با مطالعات بسیار دقیق، گونه‌های متفاوت اسکان (که به دانشجویان پیشنهاد شده بود) را فراهم می‌آورند و شامل آپارتمانهای دوبلکس می‌شود.
فرم ساختمان از توپوگرافی سایت پیروی می‌کند. در خارج، بالکنی و هسته پلکان امکان دسترسی مستقیم در سطوح میانه را فراهم می‌کند و آن را برای بازگشت به طبقه همکف غیرالزامی می‌سازد.

## ایرانیان و دانشگاه کرنل
از دانش آموختگان این دانشگاه می‌توان پروفسور عبدالله قشقایی فرزند ناصر قشقایی ایلخان قشقایی و جمشید آموزگار را نام برد.
براساس آمار پروفایل سایت، حدود 16 ایرانی در حال حاضر مشغول به تحصیل در این دانشگاه هستند. 
در سال ۲۰۰۴، هوشنگ انصاری و شهلا انصاری با اهدای ۱۵ میلیون دلار، مرکز پژوهشهای سلول‌های بنیادین را در دانشگاه کرنل تأسیس نمودند.

## افراد
تا ماه اوت سال ۲۰۰۸ تعداد دانش‌آموختگان کرنل تعداد ۲۴۵٬۰۲۷ نفر بود. کرنل تنها دانشگاهی است که با سه نفر از دانش‌آموختگان زن آن(پرل باک، باربارا مک‌کلینتاک، و تونی موریسون) برنده جایزه نوبل شده‌اند.

بسیاری از فارغ التحصیلان رابطه خود با دانشگاه را از طریق دیدارهای آخر هفته، مجله کرنل و باشگاه کرنل در نیویورک حفظ می‌کنند. در سال ۲۰۱۵، کرنل رتبه پنجم تولید هدیه برای فارغ التحصیلان در سراسر کشور را کسب کرد.
- مولی اوتول برنده جایزه ۲۰۲۰ پولیتزر برای گزارش صوتی

## یادداشت
1. ↑  دو دانشگاه دیگر عبارت‌اند از: مؤسسه فناوری ماساچوست و دانشگاه دلاویر.